# Ніколае Манолеску
Ніколае Манолеску (справжнє прізвище — Аползан; рум. Nicolae Manolescu; 27 листопада 1939 Римніку-Вилча, Румунське королівство — 23 березня 2024, Бухарест) — румунський літературний критик, прозаїк, редактор, педагог. Президент Спілки письменників Румунії (з 2005). Доктор філософії. Член Румунської академії. Політик, дипломат, посол Румунії при ЮНЕСКО (2006).

## Біографія
Після арешту батьків з політичних мотивів в 1953 виховувався в родині діда. Тоді ж узяв його прізвище.
З 1956 навчався на філологічному факультеті Бухарестського університету. За участь в цивільних заворушеннях і критику щодо Георге Георгіу-Дежа і комуністичного режиму в Румунії, в 1962 був виключений з університету.
Пізніше продовжив навчання. У 1974 здобув науковий ступінь доктора філософії. Викладав в альма-матер, професор. Співпрацював в літературним журналом «România Literară», з 1990 дотепер — головний редактор цього видання.

## Політична діяльність
Після румунської революції 1989, був одним із засновників політичної партії «Громадянський союз» (листопад 1990), в липні 1991 очолив партію. Брав участь в президентських виборах 1992 в Румунії, набравши 0,7 % голосів.
У 1992-1996 обирався депутатом Сенату Румунії.
У 1998 «Цивільний союз» об'єднався з Національною ліберальною партією Румунії. Манолеску продовжував залишатися членом Національної ради партії «Громадянський союз» до 2000, після чого пішов зі свого поста і відійшов від активного політичного життя.

## Творчість
Манолеску — автор понад 40 публікацій, присвячених, головним чином, історії румунської літератури, багатьох есе, критичних досліджень. Найбільш відомі праці «Istoria critică a literaturii române» і «Literatura română de azi, 1944—1964».
Випустив (в співавторстві) підручники румунської мови і літератури для 9-х (1977) і 12-х класів середніх шкіл (1979).